# Owo
Owo es una localidad del estado de Ondo, en Nigeria, con una población estimada en enero de 2021 de 370 000 habitantes.
Se encuentra ubicada al suroeste del país, cerca de la ciudad de Lagos, del río Níger y de la costa del golfo de Guinea. Es parte de la región cultural de Yorubalandia, donde habitan cerca de 55 millones de yorubas étnicos.
El 5 de junio de 2022 ocurrió un atentado donde un grupo de hombres armados irrumpieron en la Iglesia de San Francisco Javier matando cerca de 50 fieles católicos.